# Jing’an Si
Jing’an Si (chiń. 静安寺站) – stacja metra w Szanghaju, na linii 2 i 7. Zlokalizowana jest pomiędzy stacjami Jiangsu Lu, Nanjing Xi Lu oraz Changping Lu i Changshu Lu. Została otwarta 28 października 1999.